# Bicolorana bicolor
Bicolorana bicolor är en insektsart som först beskrevs av Philippi 1830.  Bicolorana bicolor ingår i släktet Bicolorana och familjen vårtbitare.

## Underarter
Arten delas in i följande underarter:
- B. b. angarica
- B. b. bicolor

## Bildgalleri

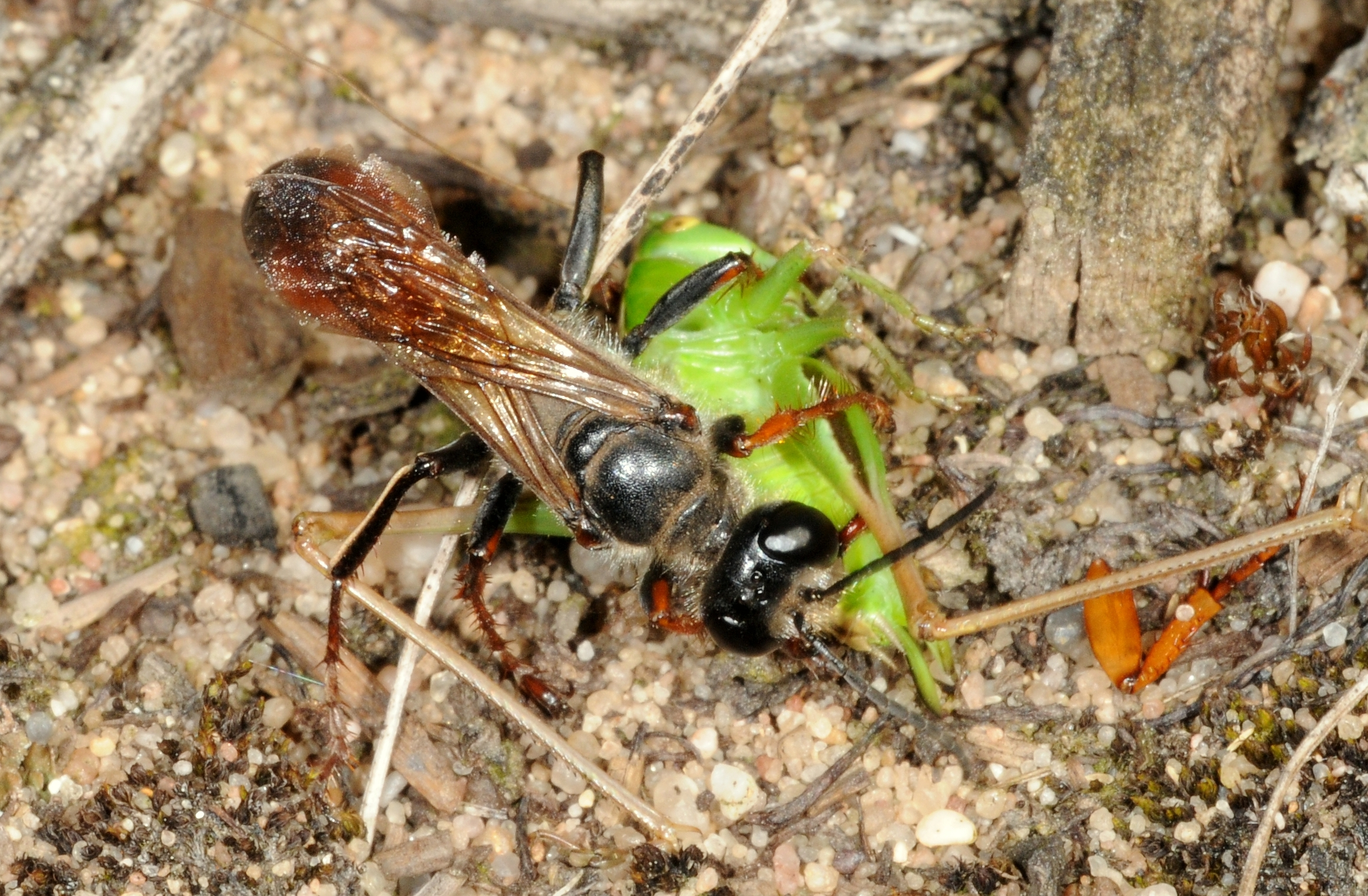
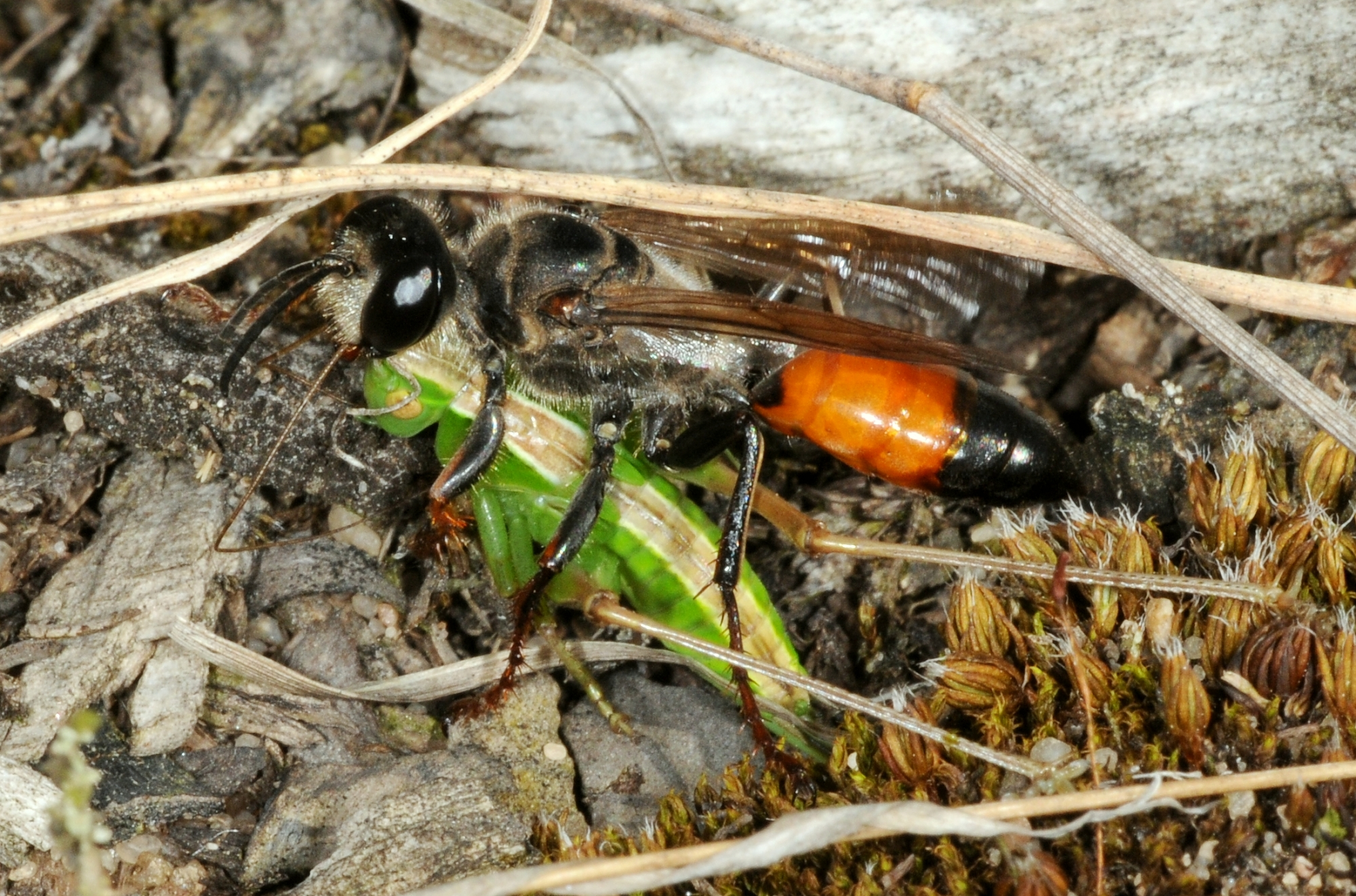
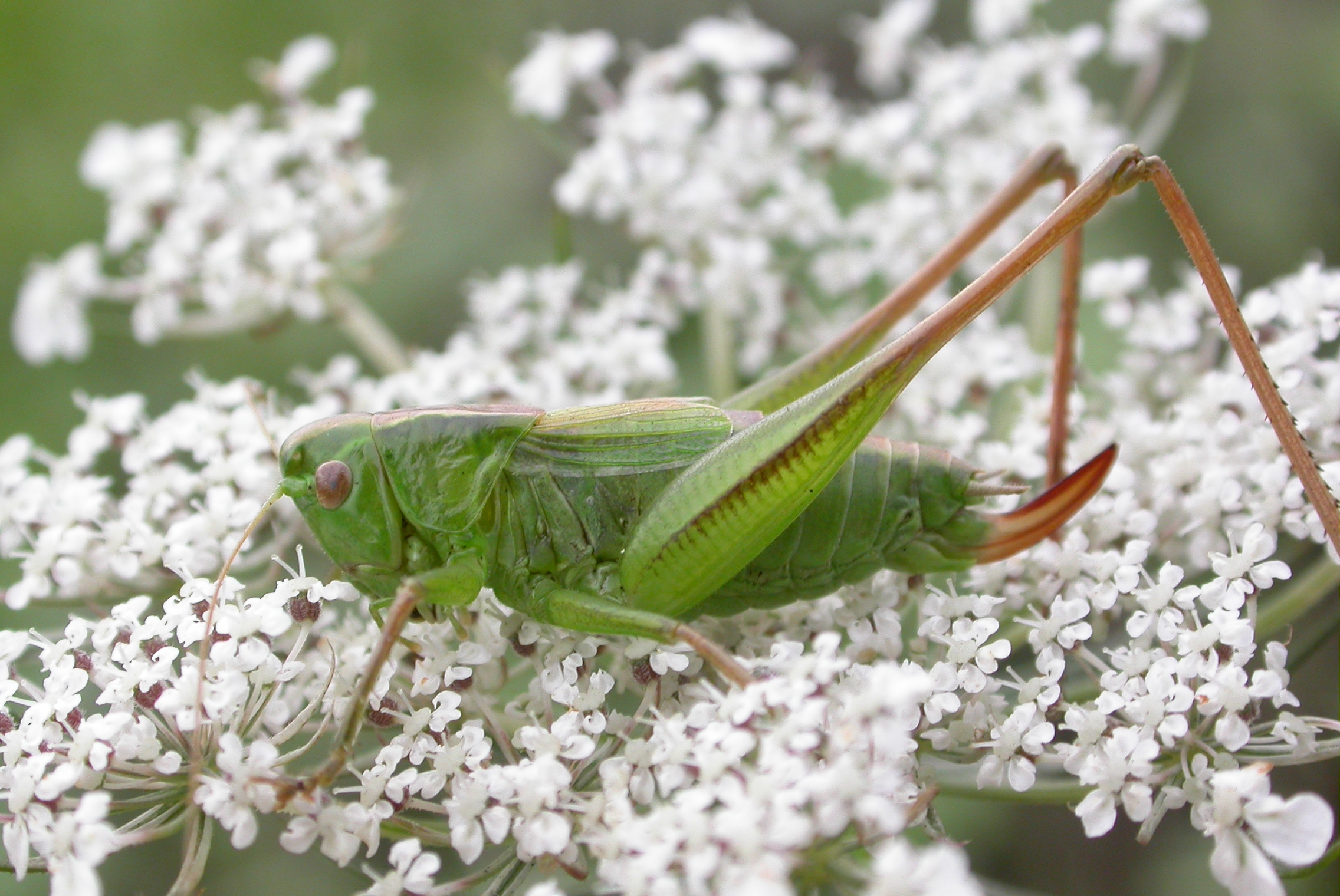
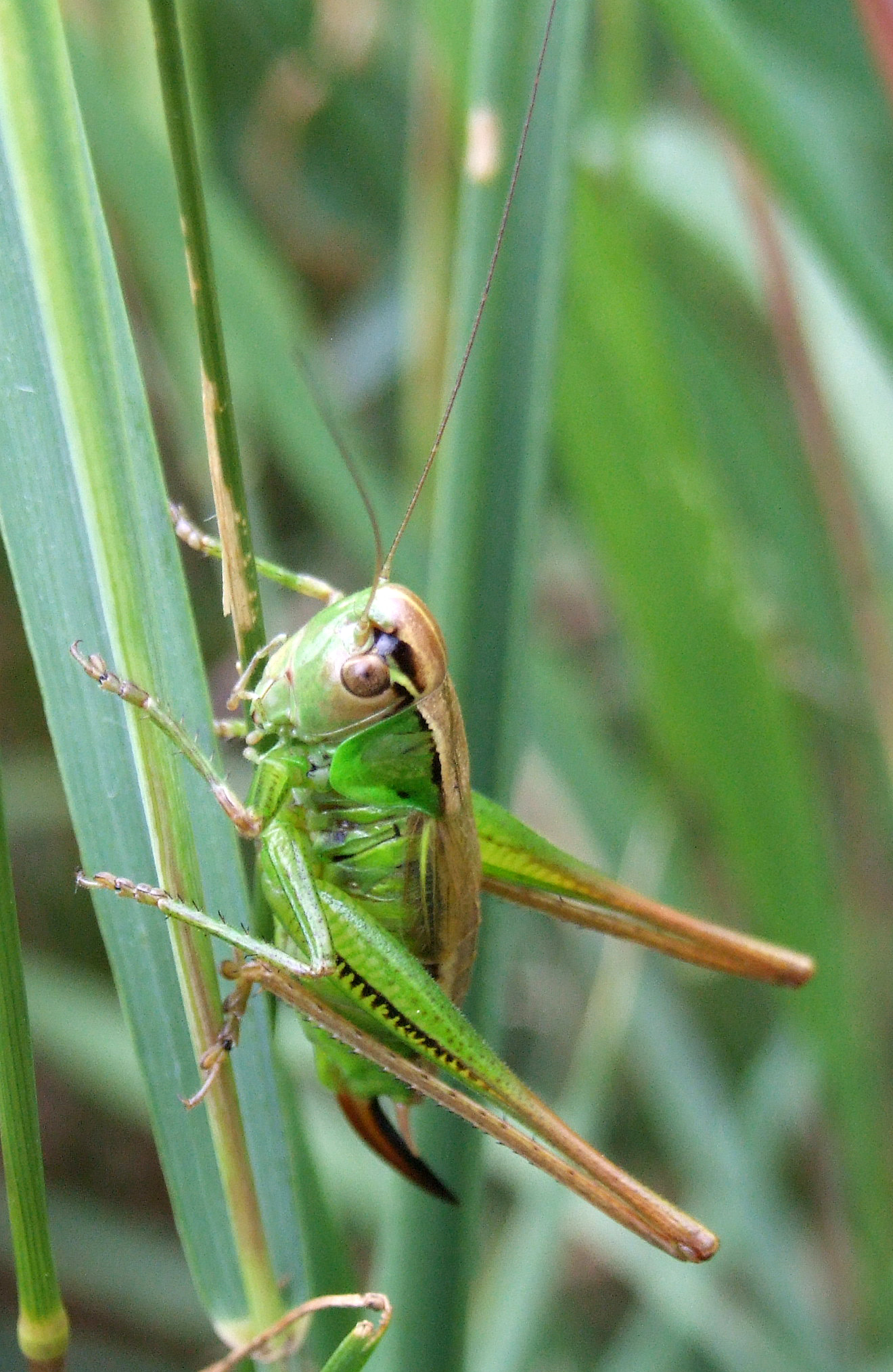
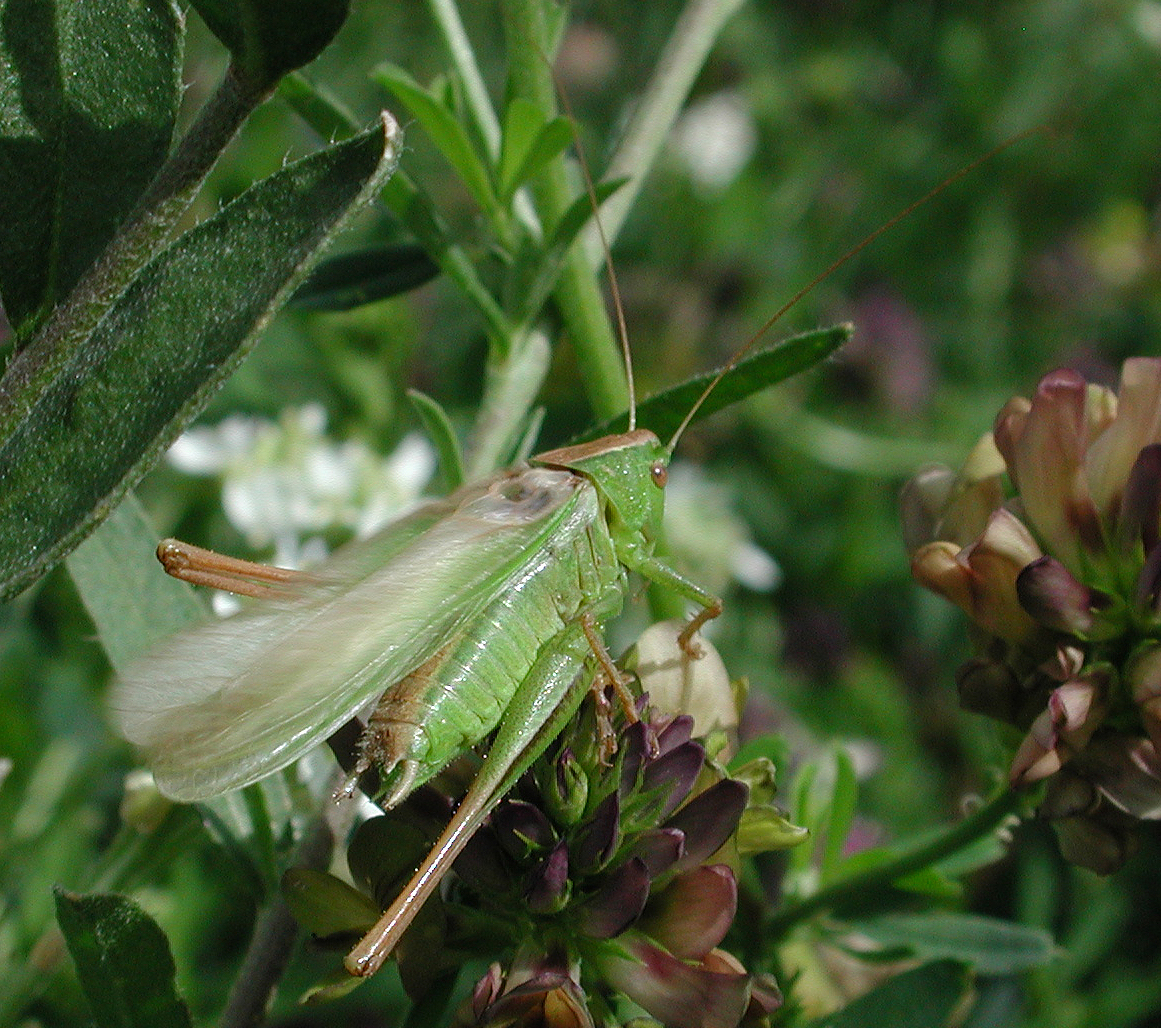
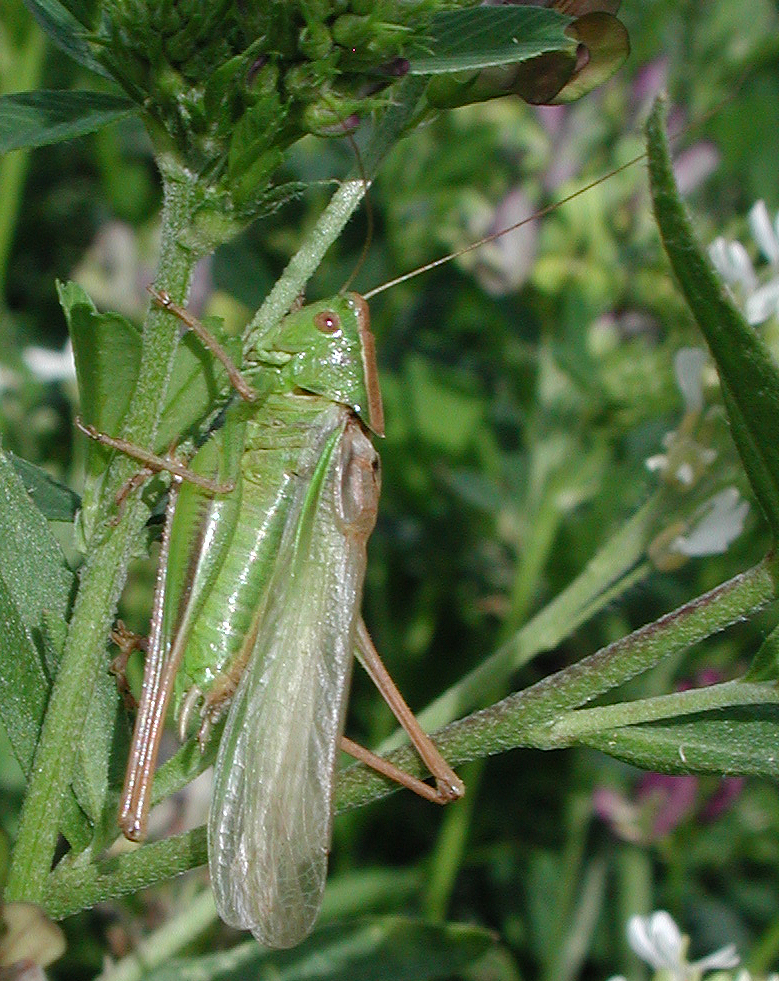